# Windows Kernel-Mode Driver Framework
Kernel-Mode Driver Framework (KMDF) は、Windows 2000以降用のカーネルモードデバイスドライバーを作成および保守するドライバー開発者の支援をするためのツールとしてマイクロソフト社が開発したドライバーフレームワークである。これは、Windows Driver Foundationに含まれるフレームワークのひとつである。

## WDMとの関係
一般的に、KMDFはWindows Driver Model向けに書かれたドライバーをサポートしており、WDM上で動作する。WDMはWindows 98の登場以来使用されているドライバーモデルであるが、対してKMDFはマイクロソフトがWindows 2000以降向けに提唱・使用しているドライバーフレームワークである。
一般的には、電源管理やプラグアンドプレイのような多くの機能がフレームワークによって処理されるので、KMDFドライバーは同等のWDMドライバーと比べてあまり複雑ではなく、コードも短くなる。
KMDFは、オブジェクトベースであり、WDM上に構築される。これはそのスーパーセットであるWDFのアーキテクチャ権限に従いながら、WDMへオブジェクトベースの視点を提供することを意味する。またその機能は、さまざまなタイプのオブジェクトに包含されている。KMDFの実装は以下によって構成される。
- プラグアンドプレイおよび電源管理
- I/Oキュー
- Direct memory access (DMA)
- Windows Management Instrumentation (WMI)
- Synchronization

## バージョン履歴
- KMDFのバージョン履歴およびサポート対象となるWindowsバージョンは下記となっている[2]。

| KMDFバージョン | リリース手段                  | 搭載されているWindowsバージョン        | 動作可能環境                                                                               |
| -------------- | ----------------------------- | -------------------------------------- | ------------------------------------------------------------------------------------------ |
| 1.17           | Windows 10 (Version 1511) WDK | Windows 10 (Version 1511)              | デスクトップ向けWindows 10、Windows 10 Mobile、Windows 10 IoT Core、Windows Server 2016 TP |
| 1.15           | Windows 10 WDK                | Windows 10                             | デスクトップ向けWindows 10、Windows 10 Mobile、Windows 10 IoT Core、Windows Server 2016 TP |
| 1.13           | Windows 8.1 WDK               | Windows 8.1                            | Windows 8.1以降                                                                            |
| 1.11           | Windows 8 WDK                 | Windows 8                              | Windows Vista以降                                                                          |
| 1.9            | Windows 7 WDK                 | Windows 7                              | Windows XP以降                                                                             |
| 1.7            | Windows Server 2008 WDK       | Windows Vista SP1, Windows Server 2008 | Windows 2000以降                                                                           |
| 1.5            | Windows Vista WDK             | Windows Vista                          | Windows 2000以降                                                                           |
| 1.1            | ダウンロードのみ              | なし                                   | Windows 2000以降                                                                           |
| 1.0            | ダウンロードのみ              | なし                                   | Windows XP以降                                                                             |